# Загальні збори
Загальні збори — це зібрання, на яке скликаються всі члени спільноти для прийняття рішень з питань самоорганізації спільноти. Також вищий керівний орган організацій, створених спільнотами.
Рішення загальних зборів, як правило, фіксуються протоколом.

## Загальні збори громадян за місцем проживання
Загальні збори громадян скликаються за місцем проживання громадян (села, селища, мікрорайону, житлового комплексу, вулиці, кварталу, будинку та іншого територіального утворення) для обговорення найважливіших питань місцевого життя.

## Загальні збори трудового колективу
Загальні збори трудового колективу є вищим органом трудового колективу підприємства, установи, організації, де використовується наймана праця. Розглядають найважливіші питання життя і діяльності трудових колективів. Повноваження загальних зборів трудового колективу визначаються Кодексом законів про працю України, колективним договором, тощо.

## Загальні збори учасників товариства
Загальні збори учасників товариства (юридичної особи, створеної шляхом об'єднання учасників) є органом управління, який має право приймати рішення з усіх питань діяльності товариства, у тому числі і з тих, що передані загальними зборами до компетенції виконавчого органу.

## Загальні збори громадського об'єднання
Загальні збори можуть бути вищим органом управління громадського об'єднання, так само як і з'їзд або конференція.

## Загальні збори віруючих громадян
На загальних зборах віруючих громадян може прийматися статут (положення) релігійної організації. Для реєстрації статуту (положення) релігійної громади громадяни в кількості не менше десяти чоловік, які утворили її і досягли 18-річного віку, подають заяву та статут (положення) на реєстрацію до обласної, Київської та Севастопольської міських державних адміністрацій, а в Автономній Республіці Крим — до Ради міністрів Автономної Республіки Крим. Водночас, релігійні громади можуть бути створені протокольним рішенням загальних зборів у кількості осіб, меншій за 10, та діяти без реєстрації статуту, оскільки повідомлення державних органів про утворення релігійної громади не є обов'язковим.